# Messa n. 5 in La bemolle maggiore (Schubert)
La Messa n. 5 in La♭ maggiore D 678, è una messa composta da Franz Schubert tra il novembre 1819 e il settembre 1822. Non ci sono registrazioni di una sua esecuzione durante la vita di Schubert. La Messa è stata scritta per soprano, alto, tenore e basso, coro a voci miste, violino I e II, viola, flauto, 2 oboi, 2 clarinetti, 2 fagotti, 2 corni, 2 trombe, 3 tromboni "colla parte", timpani e basso continuo (violoncello, contrabbasso e organo). Viene classificata come Missa solemnis.

## Storia
Schubert iniziò la composizione della messa nel novembre del 1819, completandola tre anni dopo nel settembre de 1822. Nel frattempo, vari progetti avevano richiesto l'attenzione del compositore, tra cui la richiesta di sua fratello Ferdinand per una messa (D 755). Schubert scrisse la parte dell'organo nell'ottobre o novembre del 1822 e, sebbene fossero stati pianificati dei concerti per il 1823, non esistono registrazioni di esecuzioni durante la vita di Schubert.
Questo allestimento e la successiva Messa in Mi ♭ maggiore sono considerate le "messe tarde" di Schubert. Queste si distinguono dalle sue quattro prime messe per la loro "interpretazione musicale delle parole"; Schubert cominciò a sfruttare una maturazione generale delle sue capacità tecniche e della conoscenza dell'armonia, unita all'esperienza di comporre sia musica sacra che profana, per aggiungere ulteriore significato al testo standard. Già noto per aver costantemente omesso alcuni passaggi del testo, Schubert si è preso ancora maggiori libertà nelle ultime messe, aggiungendo e rimuovendo il testo nel tentativo di "approfondire l'espressione o migliorare un particolare aspetto del significato".
Schubert revisionò la sua versione originale nel 1826, producendo una fuga più breve e semplificata per la sezione Cum Sancto Spiritu del Gloria e modificando l'Osanna. Nel 1827, Schubert utilizzò questa revisione come prova per il ruolo di vice-kapellmeister presso la Cappella Imperiale di Corte, senza sortire successo. Il maestro di cappella di corte Joseph Eybler rifiutò la richiesta di Schubert di eseguire la messa alla corte, sostenendo che non era nello stile preferito dall'Imperatore; Eybler potrebbe aver inventato questa scusa poiché favoriva il compositore di corte Joseph Weigl e non desiderava pagare a Schubert l'onorario che l'esecuzione avrebbe comportato.
Lo studioso di Schubert, Brian Newbould, ritiene le messe tarde le "due impostazioni più belle e significative" del compositore e che Schubert stesso dovesse considerare la Messa in La bemolle molto positivamente, a giudicare dai suoi "lunghi sforzi" e dai numerosi ritorni sulla struttura formale. In una lettera del dicembre 1822 al suo amico Joseph von Spaun, Schubert rifletteva sulla possibilità di dedicare la messa all'Imperatore o all'Imperatrice, "poiché è venuta bene".
La messa n. 5, così come l'ambientazione incompiuta dell'oratorio Lazarus (D 689), sono visti come prodotti delle riflessioni di Schubert sulla vita e sulla morte.
Le ultime messe possono aver influenzato la composizione della Messa in fa minore di Bruckner.

## Struttura
La messa, composta da sei movimenti, richiede circa 46 minuti per la sua esecuzione integrale. La struttura è basata sulla versione originale del 1822.
1. Kyrie
Kyrie eleison, andante con moto in La♭ maggiore, 44
2. Gloria
Gloria, in excelsis Deo, allegro maestoso e vivace in Mi maggiore, 34
Gratias agimus tibi, andantino in La maggiore, 24
Domine Deus, Rex coelestis, andantino in la minore
Gratias agimus tibi, andantino in La maggiore, 24
Domine Deus, Agnus Dei, allegro moderato in Mi maggiore, "alla breve"
3. Credo
Credo in unum Deum, allegro maestoso e vivace in Do maggiore, "alla breve"
Et incarnatus est, grave in La♭ maggiore, 32
Et resurrexit, tempo I in Do maggiore, "alla breve"
4. Sanctus
Sanctus Dominus Deus, andante in Fa maggiore, 128
Mentre l'orchestra avvia un breve preludio in Fa maggiore, il coro entra in fa diesis minore, con un effetto "sorprendente".[5]
Osanna in excelsis, allegro in Fa maggiore, 68
5. Benedictus
Benedictus qui venit, andante con moto in La♭ maggiore, 44
Osanna in excelsis, allegro in Fa maggiore, 68
6. Agnus Dei
Agnus Dei, qui tollis peccata mundi, adagio in La♭ maggiore, 34
Dona nobis pacem. allegretto in La♭ maggiore, "alla breve"